# Paramorsimus obliquevenosus
Paramorsimus obliquevenosus är en insektsart som först beskrevs av Brunner von Wattenwyl 1895.  Paramorsimus obliquevenosus ingår i släktet Paramorsimus och familjen vårtbitare. Inga underarter finns listade i Catalogue of Life.